# دوین راتری

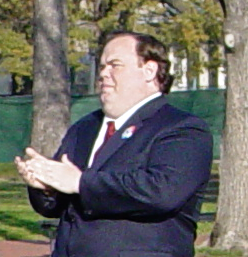
فیلم‌نامه‌نویس، تهیه‌کننده و هنرپیشه اهل ایالات متحده آمریکا

دوین راتری (انگلیسی: Devin Ratray؛ زادهٔ ۱۱ ژانویهٔ ۱۹۷۷) یک فیلم‌نامه‌نویس، تهیه‌کننده و هنرپیشه اهل ایالات متحده آمریکا است. وی از سال ۱۹۸۶ میلادی تاکنون مشغول فعالیت بوده‌است.
از فیلم‌ها یا برنامه‌های تلویزیونی که وی در آن نقش داشته است می‌توان به تنها در خانه، تنها در خانه ۲: گم‌شده در نیویورک، عوارض جانبی، بدل‌ها، شاهزاده و من، آر. آی. پی. دی، نبراسکا، مغزهای متفکر، شیادان، فصل برنده و قراضه آبی اشاره کرد.